# Sängerwald
Sängerwald ist ein Gemeindeteil der Stadt Schwarzenbach am Wald im Landkreis Hof (Oberfranken, Bayern). Sängerwald liegt in der Gemarkung Meierhof.

## Geografie
Bei dem im Wald gelegenen Weiler entspringt ein namenloser rechter Zufluss der Zegast. Ein Anliegerweg führt 300 Meter östlich zu einer Gemeindeverbindungsstraße, die nordöstlich nach Meierhof zur Kreisstraße HO 28 bzw. südlich nach Gottsmannsgrün verläuft.

## Geschichte
In der Bayerischen Uraufnahme ist der Ort noch nicht verzeichnet, jedoch ein Waldgebiet „Sängerwald“. Der Ort wurde Ende des 19. Jahrhunderts auf dem Gemeindegebiet von Meierhof gegründet. Am 1. Januar 1972 wurde Sängerwald im Zuge der Gebietsreform in Bayern nach Schwarzenbach eingegliedert. Die Anwesen werden aktuell von der Freien Christengemeinde Sängerwald genutzt.

### Einwohnerentwicklung
| Jahr      | 001885 | 001900 | 001925 | 001950 | 001961 | 001970 | 001987 |
| Einwohner | 20     | 16     | 9      | 12     | 16     | 12     | 9      |
| Häuser    | 2      | 2      | 2      | 2      | 2      |        | 3      |
| Quelle    | [ 10 ] | [ 11 ] | [ 12 ] | [ 13 ] | [ 14 ] | [ 15 ] | [ 1 ]  |

## Religion
Sängerwald ist evangelisch-lutherisch geprägt und bis heute nach Schwarzenbach am Wald gepfarrt.